# The Lion and the Mouse (1928)
The Lion and the Mouse é um filme estadunidense de 1928, feito em versões muda e sonora, do gênero drama, dirigido por Lloyd Bacon, e estrelado por May McAvoy e Lionel Barrymore. O roteiro de Robert Lord e James A. Starr foi baseado na peça teatral homônima de 1905, de Charles Klein. O filme marca a primeira vez que Barrymore, emprestado pela Metro-Goldwyn-Mayer, falou em uma produção cinematográfica.
O filme foi a terceira adaptação cinematográfica da história de Klein. Outras adaptações cinematográficas conhecidas da mesma história são "The Lion and the Mouse" (1914), estrelada por  Ethel Clayton, Gaston Bell e George Soule Spencer; e "The Lion and the Mouse" (1919), estrelada por Alice Joyce.

## Sinopse
O juiz Ross (Alec B. Francis), na Bancada Federal, decide a favor de uma grande empresa em litígio, sem saber que uma empresa menor, na qual ele possui ações consideráveis, foi incorporada pela empresa maior, criando assim a aparência de um conflito de interesses. Quando um dos inimigos do juiz planeja arruiná-lo por causa desse aparente comportamento impróprio, sua filha, Shirley Ross (May McAvoy), tenta provar a inocência de seu pai.

## Elenco
- May McAvoy como Shirley Ross / Sarah Green[a]
- Lionel Barrymore como John Ryder
- William Collier, Jr. como Jefferson Ryder
- Alec B. Francis como Juiz Ross
- Emmett Corrigan como Dr. Hays
- Jack Ackroyd como Smith, manobrista de Jeff

## Recepção

### Bilheteria
De acordo com os registros da Warner Bros., o filme arrecadou US$ 869.000 nacionalmente e US$ 100.000 no exterior, totalizando US$ 969.000 mundialmente.

## Preservação
O filme sobrevive em 35 mm na Biblioteca do Congresso dos Estados Unidos, e em 16 mm na Universidade de Wisconsin-Madison. A trilha sonora em discos Vitaphone sobrevive parcialmente no Arquivo de Cinema e Televisão da UCLA.